# Rover 400-serie
Rover 400-serien var en serie af små mellemklassebiler introduceret af Rover i foråret 1990. Fra starten af 2000 og indtil mærket gik konkurs i foråret 2005 blev modellen fremstillet i en revideret udgave under navnet Rover 45.
Alle generationerne var udviklet i joint venture med Honda, og var baseret på Honda-modeller.

## Rover 400-serie (type XW, 1990−1995)
Den første 400-serie, som blev fremstillet mellem april 1990 og september 1995, var en firedørs sedanudgave af Rover 200-serien. Ligesom den var modellen teknisk set baseret på Honda Concerto. I sommeren 1993 tilkom en stationcarversion med tilnavnet Tourer.
Bilerne havde samme karrosseri og teknik samt samme stilelementer ind- og udvendigt. Dieselmotorerne (1,8-liters turbodiesel og 1,9-liters sugediesel) var af typen XU fra PSA Peugeot Citroën.
Ved en akselafstand på 2550 mm var bilerne 4365 mm lange, 1940 mm brede og 1400 mm høje. Egenvægten lå på 1050 til 1240 kg.
- Bagfra
- Rover 400 Tourer (1993–1995)

### Tekniske data
|                                                | 414 S(L)i            | 414 S(L)i                 | 414 S(L)i                 | 416 GSi                   | 416 GSi                         | 416 GTi                         | 416 GTi             |
| Byggeperiode                                   | 1990−1993            | 1990−1993                 | 1993−1995                 | 1990−1995                 | 1990−1995                       | 1990−1995                       | 1990−1995           |
| Motordata                                      |                      |                           |                           |                           |                                 |                                 |                     |
| Motorkode                                      | K16                  | K16                       | K16                       | ZC                        | ZC                              | ZC                              | ZC                  |
| Motortype                                      | R4-benzinmotor       | R4-benzinmotor            | R4-benzinmotor            | R4-benzinmotor            | R4-benzinmotor                  | R4-benzinmotor                  | R4-benzinmotor      |
| Antal ventiler pr. cylinder                    | 4                    | 4                         | 4                         | 4                         | 4                               | 4                               | 4                   |
| Ventilstyring                                  | DOHC, tandrem        | DOHC, tandrem             | DOHC, tandrem             | OHC, tandrem              | OHC, tandrem                    | DOHC, tandrem                   | DOHC, tandrem       |
| Fødesystem                                     | Multipoint           | Multipoint                | Multipoint                | Multipoint                | Multipoint                      | Multipoint                      | Multipoint          |
| Katalysator                                    | Nej                  | Ja                        | Ja                        | Nej                       | Ja                              | Nej                             | Ja                  |
| Trykladning                                    | –                    | –                         | –                         | –                         | –                               | –                               | –                   |
| Køling                                         | Vandkøling           | Vandkøling                | Vandkøling                | Vandkøling                | Vandkøling                      | Vandkøling                      | Vandkøling          |
| Boring × slaglængde                            | 75,0 × 79,0 mm       | 75,0 × 79,0 mm            | 75,0 × 79,0 mm            | 75,0 × 90,0 mm            | 75,0 × 90,0 mm                  | 75,0 × 90,0 mm                  | 75,0 × 90,0 mm      |
| Slagvolume                                     | 1396 cm³             | 1396 cm³                  | 1396 cm³                  | 1590 cm³                  | 1590 cm³                        | 1590 cm³                        | 1590 cm³            |
| Kompressionsforhold                            | 9,5:1                | 9,5:1                     | 9,5:1                     | 9,1:1                     | 9,1:1                           | 9,5:1                           | 9,5:1               |
| Maks. effekt ved omdr./min.                    | 70 kW (95 hk) 6250   | 68 kW (92 hk) 6250        | 76 kW (103 hk) 6000       | 85 kW (115 hk) 6300       | 82 kW (112 hk) 6300             | 96 kW (130 hk)1 6800            | 90 kW (122 hk) 6800 |
| Maks. drejningsmoment ved omdr./min.           | 124 Nm 4000          | 122 Nm 4000               | 127 Nm 3500               | 141 Nm 5200               | 137 Nm 5200                     | 143 Nm1 5700                    | 140 Nm 5700         |
| Kraftoverførsel                                |                      |                           |                           |                           |                                 |                                 |                     |
| Drivende hjul                                  | Forhjul              | Forhjul                   | Forhjul                   | Forhjul                   | Forhjul                         | Forhjul                         | Forhjul             |
| Gearkasse (standardudstyr)                     | 5-trins manuel       | 5-trins manuel            | 5-trins manuel            | 5-trins manuel            | 5-trins manuel                  | 5-trins manuel                  | 5-trins manuel      |
| Gearkasse (ekstraudstyr)                       | –                    | –                         | –                         | 4-trins automatisk        | 4-trins automatisk              | 4-trins automatisk              | 4-trins automatisk  |
| Præstationer2                                  |                      |                           |                           |                           |                                 |                                 |                     |
| Topfart                                        | 170 km/t             | 169 km/t                  | 180 km/t                  | 193 km/t (190 km/t)       | 190 km/t (185 km/t)             | 200 km/t (193 km/t)             | 196 km/t            |
| Acceleration 0-100 km/t                        | 11,9 sek.            | 12,4 sek.                 | 10,1−10,5 sek.            | 9,8 sek. (11,5 sek.)      | 10,1 sek. (11,9 sek.)           | 9,2 sek. (10,9 sek.)            | 9,5 sek.            |
| Brændstofforbrug pr. 100 km ved blandet kørsel | 6,7 liter Blyfri 95  | 6,9 liter Blyfri 95       | 7,3 liter Blyfri 95       | 8,6 liter Blyfri 91       | 9,0 liter (9,1 liter) Blyfri 91 | 8,5 liter (8,6 liter) Blyfri 95 | 8,4 liter Blyfri 95 |
|                                                | 420                  | 420 Turbo                 | 418 SD                    | 418 S(L)D Turbo           |                                 |                                 |                     |
| Byggeperiode                                   | 1992−1995            | −1995                     | −1995                     | −1995                     |                                 |                                 |                     |
| Motordata                                      |                      |                           |                           |                           |                                 |                                 |                     |
| Motorkode                                      | T 16                 | T 16 Turbo                | XUD9 A                    | XUD7 TE                   |                                 |                                 |                     |
| Motortype                                      | R4-benzinmotor       | R4-benzinmotor            | R4-dieselmotor            | R4-dieselmotor            |                                 |                                 |                     |
| Antal ventiler pr. cylinder                    | 4                    | 4                         | 2                         | 2                         |                                 |                                 |                     |
| Ventilstyring                                  | DOHC, tandrem        | DOHC, tandrem             | OHC, tandrem              | OHC, tandrem              |                                 |                                 |                     |
| Fødesystem                                     | Multipoint           | Multipoint                | Hvirvelkammer             | Hvirvelkammer             |                                 |                                 |                     |
| Trykladning                                    | –                    | Turbolader, ladeluftkøler | Turbolader, ladeluftkøler | Turbolader, ladeluftkøler |                                 |                                 |                     |
| Køling                                         | Vandkøling           | Vandkøling                | Vandkøling                | Vandkøling                |                                 |                                 |                     |
| Boring × slaglængde                            | 84,5 × 89,0 mm       | 84,5 × 89,0 mm            | 83,0 × 88,0 mm            | 80,0 × 88,0 mm            |                                 |                                 |                     |
| Slagvolume                                     | 1994 cm³             | 1994 cm³                  | 1905 cm³                  | 1769 cm³                  |                                 |                                 |                     |
| Kompressionsforhold                            | 10,0:1               | 8,5:1                     | 23,0:1                    | 22,0:1                    |                                 |                                 |                     |
| Maks. effekt ved omdr./min.                    | 100 kW (136 hk) 6000 | 147 kW (200 hk) 6000      | 49 kW (67 hk) 4600        | 65 kW (88 hk) 4300        |                                 |                                 |                     |
| Maks. drejningsmoment ved omdr./min.           | 185 Nm 2500          | 237 Nm 2100               | 123 Nm 2300               | 181 Nm 2500               |                                 |                                 |                     |
| Kraftoverførsel                                |                      |                           |                           |                           |                                 |                                 |                     |
| Drivende hjul                                  | Forhjul              | Forhjul                   | Forhjul                   | Forhjul                   |                                 |                                 |                     |
| Gearkasse                                      | 5-trins manuel       | 5-trins manuel            | 5-trins manuel            | 5-trins manuel            |                                 |                                 |                     |
| Præstationer                                   |                      |                           |                           |                           |                                 |                                 |                     |
| Topfart                                        | 201 km/t             | 235 km/t                  | 155 km/t                  | 171 km/t                  |                                 |                                 |                     |
| Acceleration 0-100 km/t                        | 8,4 sek.             |                           | 16,0 sek.                 | 11,8 sek.                 |                                 |                                 |                     |
| Brændstofforbrug pr. 100 km ved blandet kørsel | 7,4 liter Blyfri 95  | 7,9 liter Blyfri 95       | 6,4 liter Diesel          | 6,6 liter Diesel          |                                 |                                 |                     |

## Rover 400-serie (type RT, 1995−2000)
Den anden generation af 400-serien kom på markedet i oktober 1995 som combi coupé i samme segment som Ford Mondeo. Modellen var baseret på den femdørs Honda Civic, som kom på markedet i september 1994. Modellen havde ikke længere noget med den mindre 200-serie at gøre.
Motorprogrammet omfattede 1,4- og 1,6-litersmotorer fra K-serien, en 1,6-liters SOHC-motor fra Hondas D-serie (kun med automatgear) og en 2,0-liters benzinmotor fra T-serien samt en 2,0-liters turbodiesel fra den større 600-serie. Rover 400-serien svarede størrelsesmæssigt til Ford Escort, men Rover forsøgte med bl.a. et instrumentbræt med træapplikationer at placere modellen på samme prisniveau som Ford Mondeo. Dette førte til, at bilen trods succes i starten ikke fik samme succes som den tidligere 200/400-serie.
Modellen havde allerede i basisudgaven meget udstyr og kunne leveres med flere former for ekstraudstyr som f.eks. alarmanlæg med kabineovervågning, læderkabine, klimaanlæg, elektrisk glasskyde-/vippetag og fire el-ruder etc.
Ved en akselafstand på 2620 mm var sedanen 4316 mm lang, 1695 mm bred og 1385 mm høj. Combi coupé'en var 4491 mm lang, 1680 mm bred og 1385 mm høj. Egenvægten var opgivet til 1050 til 1200 kg.
Produktionen blev indstillet i marts 2000.
- Bagfra
- Rover 400 sedan

### Tekniske data
|                                                | 414i                | 416 Si              | 416 Si              | 420 S(L)i            | 420 D              | 420 (S)Di                 |
| Byggeperiode                                   | 1995−2000           | 1995−2000           | 1995−2000           | 1995−2000            | 1995−2000          | 1997−2000                 |
| Motordata                                      |                     |                     |                     |                      |                    |                           |
| Motorkode                                      | 14K4F               | 16K4B               | D16B2               | 20T4H                | 20T2R              | 20T2N                     |
| Motortype                                      | R4-benzinmotor      | R4-benzinmotor      | R4-benzinmotor      | R4-benzinmotor       | R4-dieselmotor     | R4-dieselmotor            |
| Antal ventiler pr. cylinder                    | 4                   | 4                   | 4                   | 4                    | 2                  | 2                         |
| Ventilstyring                                  | DOHC, tandrem       | DOHC, tandrem       | OHC, tandrem        | DOHC, tandrem        | OHC, tandrem       | OHC, tandrem              |
| Fødesystem                                     | Multipoint          | Multipoint          | Multipoint          | Multipoint           | Direkte            | Direkte                   |
| Trykladning                                    | –                   | –                   | –                   | –                    | Turbolader         | Turbolader, ladeluftkøler |
| Køling                                         | Vandkøling          | Vandkøling          | Vandkøling          | Vandkøling           | Vandkøling         | Vandkøling                |
| Boring × slaglængde                            | 75,0 × 79,0 mm      | 80,0 × 79,0 mm      | 75,0 × 90,0 mm      | 84,5 × 89,0 mm       | 84,5 × 89,0 mm     | 84,5 × 89,0 mm            |
| Slagvolume                                     | 1396 cm³            | 1588 cm³            | 1590 cm³            | 1994 cm³             | 1994 cm³           | 1994 cm³                  |
| Kompressionsforhold                            | 9,5:1               | 10,5:1              | 9,1:1               | 10,0:1               | 19,5:1             | 19,5:1                    |
| Maks. effekt ved omdr./min.                    | 76 kW (103 hk) 6000 | 82 kW (112 hk) 6000 | 83 kW (113 hk) 6200 | 100 kW (136 hk) 6000 | 63 kW (86 hk) 4500 | 77 kW (105 hk) 4200       |
| Maks. drejningsmoment ved omdr./min.           | 127 Nm 5000         | 145 Nm 3000         | 140 Nm 5100         | 185 Nm 2500          | 170 Nm 2000        | 210 Nm 2000               |
| Kraftoverførsel                                |                     |                     |                     |                      |                    |                           |
| Drivende hjul                                  | Forhjul             | Forhjul             | Forhjul             | Forhjul              | Forhjul            | Forhjul                   |
| Gearkasse                                      | 5-trins manuel      | 5-trins manuel      | 4-trins automatisk  | 5-trins manuel       | 5-trins manuel     | 5-trins manuel            |
| Præstationer                                   |                     |                     |                     |                      |                    |                           |
| Topfart                                        | 185 km/t            | 190 km/t            | 190 km/t            | 199 km/t             | 170 km/t           | 185 km/t                  |
| Acceleration 0-100 km/t                        | 11,8 sek.           | 10,8 sek.           | 12,7 sek.           | 9,0 sek.             | 14,0 sek.          | 11,0 sek.                 |
| Brændstofforbrug pr. 100 km ved blandet kørsel | 6,5 liter Blyfri 95 | 6,5 liter Blyfri 95 | 8,1 liter Blyfri 95 |                      | 5,5 liter Diesel   | 5,4 liter Diesel          |

## Rover 45 (type RT, 2000−2005)
I februar 2000 gav MG Rover Group 400-serien et facelift og omdøbte den samtidig til Rover 45. Den kunne herefter straks genkendes som den bil, som køberne i de sene 1990'ere så som alternativ til Ford Mondeo og Vauxhall Vectra. Rovers ledelse havde dog erkendt fejlen i den tidligere strategi, og så bilen som konkurrent til Ford Focus.
Benzinmotorerne på 1,4, 1,6 og 1,8 liter og dieselmotoren på 2,0 liter var i lettere modificerede versioner overtaget fra 400-serien, mens den firecylindrede 2,0'er blev afløst af en 2,0-liters V6-motor hentet fra den nye Rover 75, som kun kunne fås i sedanudgaven.
45 fik de bedre sæder fra Rover 75 og igen forbedrede hjulophæng for at forbedre køreegenskaberne og kurvevilligheden. Derved overgik den (især fra 2003, da modellen begyndte at dele undervognskomponenter med MG-modellerne) de fleste af sine konkurrenter i køreegenskaber.
Rover 45 kunne også fås med trinløs CVT-gearkasse, som var leveret af den tyske fabrikant ZF Friedrichshafen og tidligere benyttet i MG F/TF. CVT-gearkassens specielle konstruktion var med en oliekølet, lamineret stålrem (med ekstern oliekøler), som kørte på forskydelige skinner. Dette førte til adskillige reklamationstilfælde, som MG Rover Group rettede mod den tyske leverandør. Da BMW styrede produktionsstederne for manuelle gearkasser til MG Rover Group, måtte Rover købe gearkassen af BMW hvilket viste sig at blive så dyrt, at Rover til sidst ledte efter andre leverandører. Derfor blev senere Rover 25/45-modeller med motorer op til 1,6 liter udstyret med Ford-gearkasser.
Efter alle disse modifikationer er der på sene modeller − med undtagelse af karrosseriformen − kun få fællestræk med de oprindelige forbilleder fra Honda.
I den første tid solgte Rover 45 godt som følge af sit omfangsrige udstyr, sin komfortable kabine og de lave priser. Priserne forblev moderate, men Rover 45 mistede alligevel sin attraktivitet til bedre udstyrede og mere moderne konkurrenter som Peugeot 307 og Renault Mégane. I forhold til konkurrenterne virkede stylingen på den fortsat på Honda Domani fra 1992 baserede Rover 45 utidssvarende, selv om køreegenskaberne var lige så gode som eller bedre end hos konkurrenterne.
Ved en uændret akselafstand på 2620 mm var bilen 4363 mm (combi coupé) hhv. 4517 mm (sedan) lang, 1696 mm bred og 1395 mm høj. Egenvægten lå på 1105 til 1290 kg.
- Bagfra
- Rover 45 sedan (2000–2004)
- Kabine

Fra sommeren 2001 blev Rover 45 også solgt i en sportsligere og mere elegant udgave under navnet MG ZS.

### Facelift
Endnu et facelift i foråret 2004 var det sidste forsøg på at øge Rover 45's salgstal. Modellen fik ny front og bagende, et modificeret instrumentbræt, en nyafstemt undervogn, forbedret udstyr og fik nedsat prisen, hvilket var nødvendigt på grund af, at forbilledet Honda Domani udgik af produktion i Japan.
Produktionen blev indstillet i maj 2005 i forbindelse med MG Rover Group's konkurs.
- Rover 45 combi coupé (2004–2005)
- Rover 45 sedan (2004–2005)

### Tekniske data
|                                                | 1.4                 | 1.6                 | 1.8                             | 2.0                  | 2.0 IDT                   | 2.0 IDT                   |
| Byggeperiode                                   | 2000−2005           | 2000−2005           | 2000−2005                       | 2000−2005            | 2000−2005                 | 2004−2005                 |
| Motordata                                      |                     |                     |                                 |                      |                           |                           |
| Motorkode                                      | 14K4F               | 16K4F               | 18K4F                           | 20K4F                | 20T2N                     |                           |
| Motortype                                      | R4-benzinmotor      | R4-benzinmotor      | R4-benzinmotor                  | V6-benzinmotor       | R4-dieselmotor            | R4-dieselmotor            |
| Antal ventiler pr. cylinder                    | 4                   | 4                   | 4                               | 4                    | 2                         | 2                         |
| Ventilstyring                                  | DOHC, tandrem       | DOHC, tandrem       | DOHC, tandrem                   | 2 × DOHC, tandrem    | OHC, tandrem              | OHC, tandrem              |
| Fødesystem                                     | Multipoint          | Multipoint          | Multipoint                      | Multipoint           | Direkte                   | Direkte                   |
| Trykladning                                    | –                   | –                   | –                               | –                    | Turbolader, ladeluftkøler | Turbolader, ladeluftkøler |
| Køling                                         | Vandkøling          | Vandkøling          | Vandkøling                      | Vandkøling           | Vandkøling                | Vandkøling                |
| Boring × slaglængde                            | 75,0 × 79,0 mm      | 80,0 × 79,0 mm      | 80,0 × 89,3 mm                  | 80,0 × 66,0 mm       | 84,5 × 89,0 mm            | 84,5 × 89,0 mm            |
| Slagvolume                                     | 1396 cm³            | 1588 cm³            | 1795 cm³                        | 1991 cm³             | 1994 cm³                  | 1994 cm³                  |
| Kompressionsforhold                            | 10,5:1              | 10,5:1              | 10,5:1                          | 10,5:1               | 19,5:1                    | 19,5:1                    |
| Maks. effekt ved omdr./min.                    | 76 kW (103 hk) 6000 | 80 kW (109 hk) 6000 | 86 kW (117 hk) 5500             | 110 kW (150 hk) 6500 | 74 kW (101 hk) 4200       | 83 kW (113 hk) 4200       |
| Maks. drejningsmoment ved omdr./min.           | 123 Nm 5000         | 138 Nm 4500         | 160 Nm 2750                     | 185 Nm 4000          | 240 Nm 2000               | 260 Nm 2000               |
| Kraftoverførsel                                |                     |                     |                                 |                      |                           |                           |
| Drivende hjul                                  | Forhjul             | Forhjul             | Forhjul                         | Forhjul              | Forhjul                   | Forhjul                   |
| Gearkasse (standardudstyr)                     | 5-trins manuel      | 5-trins manuel      | 5-trins manuel                  | 5-trins automatisk   | 5-trins manuel            | 5-trins manuel            |
| Gearkasse (ekstraudstyr)                       | –                   | –                   | Trinløs CVT                     | –                    | –                         | –                         |
| Præstationer1                                  |                     |                     |                                 |                      |                           |                           |
| Topfart                                        | 185 km/t            | 190 km/t            | 195 km/t (190 km/t)             | 205 km/t             | 185 km/t                  | 190 km/t                  |
| Acceleration 0-100 km/t                        | 11,2 sek.           | 10,3 sek.           | 9,3 sek. (10,3 sek.)            | 9,5 sek.             | 10,6 sek.                 | 9,8 sek.                  |
| Brændstofforbrug pr. 100 km ved blandet kørsel | 6,9 liter Blyfri 95 | 6,9 liter Blyfri 95 | 7,1 liter (8,7 liter) Blyfri 95 | 9,4 liter Blyfri 95  | 5,4 liter Diesel          | 5,6 liter Diesel          |

## Efterfølger
I år 2001 forsøgte MG Rover Group at erstatte 45 med en ny model baseret på en afkortet 75-platform. Denne model havde kodenavnet "RDX60" og blev præsenteret som "Rover TCV". Modellen var større end sine konkurrenter og havde luksuriøse køreegenskaber ligesom Rover 75.
I løbet af konstruktionsfasen var MG Rover's designpartner, Tom Walkinshaw Racing, nødt til at anmelde konkurs da de skulle stå inde for deres Formel 1-team, Arrows. MG Rover mistede herved de fleste CAD-tegninger af bilen og tabte 100 mio. GBP. Senere skulle MG Rover betale yderligere millioner til TWR's kreditor for igen at komme i besiddelse af disse tegninger. Med dette tilbageslag mistede MG Rover mange designere, modelprojekter og kilder, og var ikke længere i stand til at starte på ny. Selv om idéen ikke var helt opgivet, sagde firmaets konstruktører at projektet ikke kunne færdiggøres før firmaets konkurs i forsommeren 2005.
En redning var dog mulig, efter at der blev indgået et joint venture mellem MG Rover og det kinesiske SAIC. SAIC havde dog brug for over et år til at overveje forslaget; efter udløbet af dette tidspunkt havde MG Rover dog ikke længere nogen finansielle midler, da de faceliftede modeller 25, 45 og 75 ikke længere solgte godt og 75 V8 var blevet introduceret.